# 10 000 mètres aux championnats d'Europe d'athlétisme
Pour un article plus général, voir Championnats d'Europe d'athlétisme.
Le 10 000 mètres masculin fait partie des épreuves inscrites au programme des premiers championnats d'Europe d'athlétisme, en 1934, à Turin. L'épreuve féminine ne fait sa première apparition qu'en 1986, à Stuttgart.
Le Finlandais Ilmari Salminen, le Tchécoslovaque Emil Zátopek, l'Allemand Jürgen Haase, le Britannique Mohamed Farah et le Turc Polat Kemboi Arıkan sont, avec deux médailles d'or remportées, les athlètes masculins les plus titrés dans cette épreuve. La Turque Yasemin Can détient quant à elle le record de victoires féminines avec deux titres. 
Les records des championnats d'Europe appartiennent au Finlandais Martti Vainio (27 min 30 s 99 en 1978), et à la Britannique Paula Radcliffe (30 min 1 s 09 en 2002).

## Palmarès

### Hommes
| Édition | Or                                       | Argent                              | Bronze                                |
| ------- | ---------------------------------------- | ----------------------------------- | ------------------------------------- |
| 1934    | Ilmari Salminen 31 min 02 s 6            | Arvo Askola 31 min 03 s 2           | Henry Nielsen 31 min 27 s 4           |
| 1938    | Ilmari Salminen 30 min 52 s 4 (CR)       | Giuseppe Beviacqua 30 min 53 s 2    | Max Syring 30 min 57 s 8              |
| 1946    | Viljo Heino 29 min 52 s 0 (CR)           | Helge Perälä 30 min 31 s 4          | András Csaplár 30 min 35 s 2          |
| 1950    | Emil Zátopek 29 min 12 s 0 (CR)          | Alain Mimoun 30 min 21 s 0          | Väinö Koskela 30 min 30 s 8           |
| 1954    | Emil Zátopek 28 min 58 s 0 (CR)          | József Kovács 29 min 25 s 8         | Frank Sando 29 min 27 s 6             |
| 1958    | Zdzisław Krzyszkowiak 28 min 56 s 0 (CR) | Yevgeniy Zhukov 28 min 58 s 6       | Nikolay Pudov 29 min 02 s 2           |
| 1962    | Pyotr Bolotnikov 28 min 54 s 0 (CR)      | Friedrich Janke 29 min 01 s 6       | Roy Fowler 29 min 02 s 0              |
| 1966    | Jürgen Haase 28 min 26 s 0 (CR)          | Lajos Mecser 28 min 27 s 0          | Leonid Mikitenko 28 min 32 s 2        |
| 1969    | Jürgen Haase 28 min 41 s 6               | Mike Tagg 28 min 43 s 2             | Nikolay Sviridov 28 min 45 s 8        |
| 1971    | Juha Väätäinen 27 min 52 s 80 (CR)       | Jürgen Haase 27 min 53 s 40         | Rashid Sharafyetdinov 27 min 56 s 40  |
| 1974    | Manfred Kuschmann 28 min 25 s 75         | Tony Simmons 28 min 25 s 79         | Giuseppe Cindolo 28 min 27 s 05       |
| 1978    | Martti Vainio 27 min 30 s 99 (CR)        | Venanzio Ortis 27 min 31 s 48       | Aleksandras Antipovas 27 min 31 s 50  |
| 1982    | Alberto Cova 27 min 41 s 03              | Werner Schildhauer 27 min 41 s 21   | Martti Vainio 27 min 42 s 51          |
| 1986    | Stefano Mei 27 min 56 s 79               | Alberto Cova 27 min 57 s 93         | Salvatore Antibo 28 min 00 s 25       |
| 1990    | Salvatore Antibo 27 min 41 s 27          | Are Nakkim 28 min 04 s 04           | Stefano Mei 28 min 04 s 46            |
| 1994    | Abel Antón 28 min 06 s 03                | Vincent Rousseau 28 min 06 s 63     | Stéphane Franke 28 min 07 s 95        |
| 1998    | António Pinto 27 min 48 s 62             | Dieter Baumann 27 min 56 s 75       | Stéphane Franke 27 min 59 s 90        |
| 2002    | José Manuel Martínez 27 min 47 s 65      | Dieter Baumann 27 min 47 s 87       | José Ríos 27 min 48 s 29              |
| 2006    | Jan Fitschen 28 min 10 s 94              | José Manuel Martínez 28 min 12 s 06 | Juan Carlos de la Ossa 28 min 13 s 73 |
| 2010    | Mohamed Farah 28 min 24 s 99             | Chris Thompson 28 min 27 s 33       | Daniele Meucci 28 min 27 s 33         |
| 2012    | Polat Kemboi Arıkan 28 min 22 s 27       | Daniele Meucci 28 min 22 s 73       | Yevgeniy Rybakov 28 min 22 s 95       |
| 2014    | Mohamed Farah 28 min 08 s 11             | Andy Vernon 28 min 08 s 66          | Ali Kaya 28 min 08 s 72               |
| 2016    | Polat Kemboi Arıkan 28 min 18 s 52       | Ali Kaya 28 min 21 s 42             | Antonio Abadía 28 min 26 s 07         |
| 2018    | Morhad Amdouni 28 min 11 s 22            | Bashir Abdi 28 min 11 s 76          | Yemaneberhan Crippa 28 min 12 s 15    |
| 2022    | Yemaneberhan Crippa 27 min 46 s 13       | Zerei Kbrom Mezngi 27 min 46 s 94   | Yann Schrub 27 min 47 s 13            |
| 2024    | Dominic Lokinyomo Lobalu 28 min 00 s 32  | Yann Schrub 28 min 00 s 48          | Thierry Ndikumwenayo 28 min 00 s 96   |

### Femmes
| Édition | Or                                     | Argent                                  | Bronze                                   |
| ------- | -------------------------------------- | --------------------------------------- | ---------------------------------------- |
| 1986    | Ingrid Kristiansen 30 min 23 s 25 (CR) | Olga Krentzer-Bondarenko 30 min 57 s 21 | Ulrike Klaperzynski-Bruns 31 min 19 s 76 |
| 1990    | Yelena Romanova 31 min 46 s 83         | Kathrin Ullrich 31 min 47 s 70          | Annette Sergent 31 min 51 s 68           |
| 1994    | Fernanda Ribeiro 31 min 08 s 75        | Conceicao Ferreira 31 min 32 s 82       | Daria Nauer 31 min 35 s 96               |
| 1998    | Sonia O'Sullivan 31 min 29 s 33        | Fernanda Ribeiro 31 min 32 s 42         | Lidia Simon 31 min 32 s 64               |
| 2002    | Paula Radcliffe 30 min 01 s 09 (CR)    | Sonia O'Sullivan 30 min 47 s 59         | Lyudmila Biktasheva 31 min 04 s 00       |
| 2006    | Inga Abitova 30 min 31 s 42            | Susanne Wigene 30 min 32 s 36           | Lidiya Grigoryeva 30 min 32 s 72         |
| 2010    | Elvan Abeylegesse 31 min 10 s 23       | Jéssica Augusto 31 min 25 s 77          | Hilda Kibet 31 min 36 s 90               |
| 2012    | Ana Dulce Félix 31 min 44 s 75         | Joanne Pavey 31 min 49 s 03             | Olha Skrypak 31 min 51 s 32              |
| 2014    | Joanne Pavey 32 min 22 s 39            | Clémence Calvin 32 min 23 s 58          | Laila Traby 32 min 26 s 03               |
| 2016    | Yasemin Can 31 min 12 s 86             | Ana Dulce Félix 31 min 19 s 03          | Karoline Bjerkeli Grøvdal 31 min 23 s 45 |
| 2018    | Lonah Chemtai Salpeter 31 min 43 s 29  | Susan Krumins 31 min 52 s 55            | Meraf Bahta 32 min 19 s 34               |
| 2022    | Yasemin Can 30 min 32 s 57             | Eilish McColgan 30 min 41 s 6           | Lonah Chemtai Salpeter 30 min 46 s 37    |
| 2024    | Nadia Battocletti 30 min 51 s 32       | Diane van Es 30 min 57 s 24             | Megan Keith 31 min 4 s 77                |

## Records des championnats

### Hommes
| Temps          | Athlète               | Lieu      | Date              | Record |
| -------------- | --------------------- | --------- | ----------------- | ------ |
| 31 min 02 s 6  | llmari Salminen       | Turin     | 7 septembre 1934  |        |
| 30 min 52 s 4  | llmari Salminen       | Paris     | 5 septembre 1938  |        |
| 29 min 52 s 0  | Viljo Heino           | Oslo      | 22 août 1946      |        |
| 29 min 12 s 0  | Emil Zátopek          | Bruxelles | 23 août 1950      |        |
| 28 min 58 s 0  | Emil Zátopek          | Berne     | 25 août 1954      |        |
| 28 min 56 s 0  | Zdzislaw Krzyszkowiak | Stockholm | 19 août 1958      |        |
| 28 min 54 s 0  | Pyotr Bolotnikov      | Belgrade  | 12 septembre 1962 |        |
| 28 min 26 s 0  | Jürgen Haase          | Budapest  | 30 août 1966      |        |
| 27 min 52 s 8  | Juha Väätäinen        | Helsinki  | 10 août 1971      |        |
| 27 min 30 s 99 | Martti Vainio         | Prague    | 29 août 1978      |        |

### Femmes
| Temps          | Athlète            | Lieu      | Date         | Record |
| -------------- | ------------------ | --------- | ------------ | ------ |
| 30 min 23 s 25 | Ingrid Kristiansen | Stuttgart | 30 août 1986 |        |
| 30 min 01 s 09 | Paula Radcliffe    | Munich    | 6 août 2002  |        |